# Giovanni Angelo Becciu
Giovanni Angelo Becciu (ur. 2 czerwca 1948 w Pattadzie) – włoski duchowny rzymskokatolicki, doktor prawa kanonicznego, dyplomata watykański, arcybiskup, nuncjusz apostolski w Angoli; akredytowany również na Wyspach Świętego Tomasza i Książęcej w latach 2001–2009, nuncjusz apostolski na Kubie w latach 2009–2011, substytut ds. ogólnych Sekretariatu Stanu Stolicy Apostolskiej w latach 2011–2018, delegat specjalny przy Zakonie Maltańskim w latach 2017–2020, prefekt Kongregacji Spraw Kanonizacyjnych w latach 2018–2020, kardynał diakon od 2018 (od 2020 nie ma praw elektorskich).

## Życiorys
27 sierpnia 1972 otrzymał święcenia kapłańskie i został inkardynowany do diecezji Ozieri. W 1980 rozpoczął przygotowanie do służby dyplomatycznej na Papieskiej Akademii Kościelnej.
15 października 2001 papież Jan Paweł II prekonizował go arcybiskupem tytularnym Rusellae oraz mianował nuncjuszem apostolskim w Angoli. 15 listopada 2001 został również mianowany nuncjuszem apostolskim na Wyspach Świętego Tomasza i Książęcej. Święcenia biskupie otrzymał 1 grudnia 2001 w Pattadzie. Udzielił mu ich kardynał Angelo Sodano, sekretarz stanu Stolicy Apostolskiej, któremu asystowali arcybiskup Paolo Romeo, nuncjusz apostolski we Włoszech, i Sebastiano Sanguinetti, biskup diecezjalny Ozieri.
23 lipca 2009 papież Benedykt XVI mianował go nuncjuszem apostolskim na Kubie.
10 maja 2011 papież przeniósł go na stanowisko substytuta do spraw ogólnych w Sekretariacie Stanu Stolicy Apostolskiej.
20 maja 2018 podczas modlitwy Regina Coeli papież Franciszek ogłosił, że mianował go kardynałem. 28 czerwca 2018 na konsystorzu w bazylice św. Piotra kreował go kardynałem diakonem, a jako kościół tytularny nadał mu kościół św. Linusa w Rzymie.
26 maja 2018 papież Franciszek mianował go prefektem Kongregacji Spraw Kanonizacyjnych. Urząd ten objął 1 września 2018, zastępując kard. Angelo Amato.

## Kontrowersje
24 września 2020 papież Franciszek przyjął złożoną przez niego rezygnację z funkcji prefekta oraz ze wszystkich przywilejów wynikających z posiadania przez niego godności kardynalskiej. Oznacza to, że Becciu zachował tytuł kardynała, ale nie może korzystać z żadnych przysługujących mu z tego powodu praw, m.in. z prawa udziału w konklawe.
Dymisja Becciu to pokłosie artykułu we włoskim tygodniku „L’Espresso”, który opisał m.in. udzielenie dotacji firmie brata Becciu z Sardynii, zaangażowanej w działalność dobroczynną, a także sprawę zakupu przez Watykan nieruchomości w Londynie w czasach, gdy Becciu był zastępcą sekretarza stanu. Becciu uznał, że w żadnej z tych spraw nie ma sobie nic do zarzucenia, uznał publikacje „L’Espresso” za zniesławiające i szkalujące, a także pozwał wydawcę gazety o 10 mln euro z przeznaczeniem na cele dobroczynne, uznając, że publikacje tygodnika pozbawiając go prawa udziału w konklawe naraziły następne konklawe na nieważność oraz pozbawiły go osobiście szansy wyboru na papieża.
W 2021 roku Watykan oskarżył kardynała oraz dziewięć innych osób o nabycie londyńskiej nieruchomości oraz finansowanie filmów, w tym korzystając z zebranego na cele dobroczynne świętopietrza. W grudniu 2023 roku kardynał Angelo Becciu został skazany na pięć lat i sześć miesięcy pozbawienia wolności po zakończeniu procesu w sprawie zarządzania funduszami Sekretariatu Stanu i sprzedaży nieruchomości w Londynie. Razem z kardynałem Becciu sądzono w Watykanie dziewięć innych osób, wśród nich finansistów i pracowników Sekretariatu Stanu.